# Daniel Thrap
Daniel Smith Thrap (født 18. september 1832 i Aker, død 20. marts 1913 i Kristiania) var en norsk præst og forfatter.
Thrap blev student 1851, cand. theol. 1856, var i de følgende 20 år klokker ved Bergens tugthus og personelkapellan ved Domkirken, var derefter i 5 år residerende kapellan på Modum og var til sidst 1880—1903 sognepræst til Petrus Menighed i Kristiania. Fra den flittige forfatters hånd foreligger i Bergens og hovedstadens blade et stort antal avisopsatser, anmeldelser og polemiske indlæg, biografier, populære fremstillinger og videnskabelige afhandlinger i samleværker, ugeblade og tidsskrifter, oversættelser af opbyggelsesskrifter, udgaver af prædikensamlinger med mere.
Særlig mærkes en række bidrag til Norges kirkehistorie: Hyrdebreve fra bergenske Biskopper (1875), Biskop Schreuders Liv og Virksomhed (1877), Bergenske Kirkeforhold i 17. Aarhundrede (1879), Thomas von Westen og Finnemissionen (1882), Bidrag til den norske Kirkes Historie i 19. Aarhundrede (1. og 2. samling, 1884—90), Fra Biskop P. O. Bugges Haand (1886), Bergens Stifts Biskopper og Præster efter Reformationen. Biografiske Efterretninger samlede af J.F. Lampe (1896), Kristiansands Stifts Præster i 17. Aarhundrede (1899) og W. A. Wexels. Livs- og Tidsbillede (1905).